# Medaïta
La medaïta és un mineral de la classe dels silicats. Rep el nom en honor del doctor Francesco Meda (1926 - 1977), un mineralogista aficionat de Torí que va contribuir a fer popular la mineralogia a Itàlia amb la seva entusiasta activitat com a professor .

## Característiques
La medaïta és un silicat de fórmula química Mn2+₆V5+Si₅O18(OH). Cristal·litza en el sistema monoclínic. És l'anàleg de vanadi de l'arsenmedaïta, de la qual és una espècie isostructural.
Segons la classificació de Nickel-Strunz, la medaïta pertany a «09.BJ: Estructures de sorosilicats amb anions Si₃O10, Si₄O11, etc.; cations en coordinació octaèdrica [6] i major coordinació» juntament amb els següents minerals: orientita, rosenhahnita, trabzonita, thalenita-(Y), fluorthalenita-(Y), tiragal·loïta, ruizita, ardennita-(As), ardennita-(V), kilchoanita, kornerupina, prismatina, zunyita, hubeïta i cassagnaïta.

## Formació i jaciments
Va ser descoberta a la mina Molinello, situada a la localitat de Ne, a la província de Gènova (Ligúria Itàlia). També ha estat descrita en altres indrets d'Itàlia, així com a Suïssa i el Japó.